# Osku Torro
Osku Torro (né le 21 août 1979 à Jyväskylä) est un athlète finlandais, spécialiste du saut en hauteur.

## Biographie
Son record personnel est de 2,27 m réalisé à Lappeenranta en 2007 et réédité en 2008 à Tampere. En salle, son record est de 2,33 m, en février 2011 à Tampere.
Le 20 juin 2012, dans sa ville natale, il porte son record à 2,28 m.
Il représente la Finlande aux Jeux olympiques de Londres.

## Palmarès
| Date | Compétition                       | Lieu       | Résultat | Marque |
| ---- | --------------------------------- | ---------- | -------- | ------ |
| 2006 | Championnats d'Europe             | Göteborg   | qual.    | 2,15 m |
| 2007 | Championnats d'Europe en salle    | Birmingham | qual.    | 2,23 m |
| 2010 | Championnats d'Europe             | Barcelone  | qual.    | 2,19 m |
| 2011 | Championnats d'Europe par équipes | Izmir      | 3e       | 2,15 m |
| 2012 | Championnats d'Europe             | Helsinki   | qual.    | 2,19 m |
| 2012 | Jeux olympiques                   | Londres    | qual.    | 2,21 m |

## Records
| Épreuve         | Épreuve      | Performance | Lieu      | Date           |
| --------------- | ------------ | ----------- | --------- | -------------- |
| Saut en hauteur | En plein air | 2,28 m      | Jyväskylä | 20 juin 2012   |
| Saut en hauteur | En salle     | 2,33 m      | Tampere   | 5 février 2011 |